# Punisher
För andra betydelser, se The Punisher.
Punisher är en tecknad serie från Marvel Comics, även känd som Straffaren på svenska.
Serien handlar om Frank Castle, vars familj har blivit mördad av kriminella element. Sedan dess tar han en blodig hämnd med vapenmakt och hans tvivelaktiga metoder gör att han ofta kommer på kant med andra brottsbekämpare i Marvel Comics superhjälteuniversum.
Figuren skapades av Gerry Conway (med design av Ross Andru och John Romita, Sr.) och debuterade i The Amazing Spider-Man #129 (1974). Figuren fick en egen tidning på 80-talet som följdes av två parallelltitlar (The Punisher War Journal och The Punisher War Zone). Alla tre lades ner 1995 på grund av vikande försäljning. Av efterföljande återupplivningsförsök var versionen av Garth Ennis och Steve Dillon den mest framgångsrika. Punisher har i de nya serierna en långt mer realistisk teckningsstil med mycket mer våldsinslag än de gamla äventyren.
Serien har publicerats på svenska i en egen titel och i antologierna Mega Marvel och Magnum Comics.

## Handling
Frank Castle är en Vietnam-veteran och framgångsrik FBI-agent vars hela familj har dödats av maffian. Castle, som nu kallar sig själv "The Punisher", utrustar sig med vapen för att bestraffa brottslingar. Den vanligaste metoden han använder är att han helt enkelt skjuter dem. De flesta superhjältar vill inte ha något med honom att göra, och han har hamnat i fängelse flera gånger för sina brutala metoder.

## Ursprung
Frank Castle är en medelålders man som har genomgått den mest rigorösa militära träning. I serien "Born" ser vi Castles tjänstgöring i Vietnam och redan då tendenser till att bestraffa dem som begår våldsbrott genom att döda dem. Ett exempel är då en soldat hittar en vietnamesiska och håller på att våldta henne. Castle dödar då vietnamesiskan med ett skott i huvudet, och han dödar senare också soldaten, när han är ensam med denne, genom att dränka honom medan han dricker ur en damm.
I slutet av serien ser vi hur Castle ensam, på en kulle där hundratals vietnameser stormar mot honom, säger ja till en mystisk inre röst, där rösten lovar honom att han kan få ha sitt krig hela sitt liv, och att han får döda så många rättskipare han vill. Men det finns ett pris, ett pris som rösten inte nämner, men Frank Castle tackar ja ändå. Han överlever och de amerikanska reservtrupperna blir överraskade när de ser en blodig Castle med en avhuggen M-16 stå levande på kullen. Ensam överlevande bland tusen soldater som har stupat.
Castle kommer tillbaka till en flygplats i USA där han träffar sin fru och sina två barn. Han lovar dem att han aldrig mer ska åka tillbaka, men samtidigt som han ser dem kommer rösten tillbaka och gör sig påmind om att han har ett pris att betala. Och Castle förstår vad priset är och håller om sin familj och säger: allt är okej älskling, allt är okej, håll hårt...

## Albumutgivning
The Punisher (Engelska paperback-titlar, från och med Garth Ennis "återupplivning" av Punisherfiguren)
- Welcome back Frank
- Army of one
- Business as usual
- Full auto
- Streets of Laredo
- Confederacy of dunces

Punisher Max (Max-serien håller en (ännu) högre grad av våld och grafiska effekter än den vanliga utgivningen)
- In the beginning
- Kitchen Irish
- Mother Russia
- Slavers
- Barracuda
- Man of Stone
- The Widowmaker

Det finns även en del "crossovers" tillsammans med Wolverine med flera samt en påbörjad inbunden utgivning av paperback-volymerna

## Filmerna
Det har gjorts tre filmer med figuren. I den första filmen (1989) hade svensken Dolph Lundgren huvudrollen och var totalförbjuden i Sverige. I den andra filmen (2004) spelades Punisher av Thomas Jane. Ingen av filmerna har blivit någon större succé. 2009 kom en tredje film, Punisher: Warzone med Ray Stevenson i huvudrollen, som helt ignorerar de tidigare filmerna. Det har även sänts en kritikerrosad serie på Netflix med Jon Bernthal som Frank Castel, som sändes i två säsonger med 8,5 i betyg på Internet Movie Database. Serien är en del av Marvel Cinematic Universe och helt fristående från tidigare filmatiseringar.

### Filmografi
- 1989 – The Punisher
- 2004 – The Punisher
- 2009 – Punisher: War Zone

## Kuriosa
Andra delen av låten "Holy Wars... The Punishment Due" av metalbandet Megadeth handlar om The Punisher. Även låten "Killing is my Business... and Business is Good" av samma band är inspirerad av The Punisher, men texten handlar om en yrkesmördare.
Punisher lär vara baserad på romanfiguren Mack Bolan som skapades av författaren Don Pendleton.